# Sinningia verticillata
Sinningia verticillata là một loài thực vật có hoa trong họ Tai voi. Loài này được (Vell.) H.E. Moore miêu tả khoa học đầu tiên năm 1973.